# Rhynchina michaelhaeupli
Rhynchina michaelhaeupli là một loài bướm đêm trong họ Erebidae.